# Sevilla Fútbol Club 2022-2023
Questa voce raccoglie le informazioni riguardanti il Sevilla Fútbol Club nelle competizioni ufficiali della stagione 2022-2023.

## Maglie e sponsor
| Casa | Trasferta | Terza Divisa |

## Rosa
Rosa e numerazione aggiornate al 22 aprile 2023. 
 In corsivo i calciatori ceduti durante la stagione.
| N. |                        | Ruolo | Calciatore                   |
| -- | ---------------------- | ----- | ---------------------------- |
| 1  | Serbia (bandiera)      | P     | Marko Dmitrović              |
| 2  | Argentina (bandiera)   | D     | Gonzalo Montiel              |
| 3  | Brasile (bandiera)     | D     | Alex Telles                  |
| 4  | Paesi Bassi (bandiera) | D     | Karim Rekik                  |
| 5  | Danimarca (bandiera)   | A     | Kasper Dolberg               |
| 5  | Argentina (bandiera)   | A     | Lucas Ocampos                |
| 6  | Serbia (bandiera)      | C     | Nemanja Gudelj               |
| 7  | Spagna (bandiera)      | A     | Suso                         |
| 8  | Spagna (bandiera)      | C     | Joan Jordán                  |
| 9  | Messico (bandiera)     | A     | Jesús Corona                 |
| 10 | Croazia (bandiera)     | C     | Ivan Rakitić (vice capitano) |
| 11 | Belgio (bandiera)      | A     | Adnan Januzaj                |
| 12 | Spagna (bandiera)      | A     | Rafa Mir                     |
| 13 | Marocco (bandiera)     | P     | Yassine Bounou               |

| N. |                      | Ruolo | Calciatore             |
| -- | -------------------- | ----- | ---------------------- |
| 14 | Francia (bandiera)   | D     | Tanguy Nianzou         |
| 15 | Marocco (bandiera)   | A     | Youssef En-Nesyri      |
| 16 | Spagna (bandiera)    | C     | Jesús Navas (capitano) |
| 17 | Argentina (bandiera) | A     | Erik Lamela            |
| 18 | Danimarca (bandiera) | C     | Thomas Delaney         |
| 18 | Senegal (bandiera)   | C     | Pape Gueye             |
| 19 | Argentina (bandiera) | C     | Marcos Acuña           |
| 20 | Brasile (bandiera)   | C     | Fernando               |
| 21 | Spagna (bandiera)    | C     | Óliver Torres          |
| 22 | Spagna (bandiera)    | C     | Isco                   |
| 22 | Francia (bandiera)   | D     | Loïc Badé              |
| 23 | Brasile (bandiera)   | D     | Marcão                 |
| 24 | Argentina (bandiera) | C     | Alejandro Gómez        |
| 25 | Spagna (bandiera)    | A     | Bryan Gil              |

## Calciomercato

### Sessione estiva[4]
| Acquisti | Acquisti       | Acquisti       | Acquisti                  |
| R.       | Nome           | da             | Modalità                  |
| -------- | -------------- | -------------- | ------------------------- |
| D        | Tanguy Nianzou | Bayern Monaco  | definitivo (16 milioni €) |
| D        | Marcão         | Galatasaray    | definitivo (12 milioni €) |
| A        | Adnan Januzaj  | Real Sociedad  | svincolato                |
| C        | Isco           | Real Madrid    | svincolato                |
| D        | Alex Telles    | Manchester Utd | prestito                  |
| A        | Kasper Dolberg | Nizza          | prestito                  |

| Cessioni | Cessioni            | Cessioni       | Cessioni                  |
| R.       | Nome                | a              | Modalità                  |
| -------- | ------------------- | -------------- | ------------------------- |
| D        | Jules Koundé        | Barcellona     | definitivo (50 milioni €) |
| D        | Diego Carlos        | Aston Villa    | definitivo (31 milioni €) |
| A        | Lucas Ocampos       | Ajax           | prestito (4 milioni €)    |
| A        | Luuk de Jong        | PSV            | definitivo (3 milioni €)  |
| D        | Alejandro Pozo      | Almería        | definitivo (3 milioni €)  |
| D        | Ludwig Augustinsson | Aston Villa    | prestito (500 mila €)     |
| A        | Munir               | Getafe         | gratuito                  |
| D        | Juan Berrocal       | Eibar          | gratuito                  |
| P        | Javi Díaz           | Tenerife       | gratuito                  |
| C        | Óscar Rodríguez     | Celta Vigo     | prestito                  |
| A        | Rony Lopes          | Troyes         | prestito                  |
| A        | Oussama Idrissi     | Feyenoord      | prestito                  |
| A        | Iván Romero         | Tenerife       | gratuito                  |
| A        | Anthony Martial     | Manchester Utd | fine prestito             |

### Sessione invernale[5]
| Acquisti | Acquisti         | Acquisti            | Acquisti                   |
| R.       | Nome             | da                  | Modalità                   |
| -------- | ---------------- | ------------------- | -------------------------- |
| D        | Federico Gattoni | San Lorenzo         | definitivo (1,4 milioni €) |
| A        | Bryan Gil        | Tottenham           | prestito                   |
| C        | Pape Gueye       | Olympique Marsiglia | prestito                   |
| D        | Loïc Badé        | Rennes              | prestito                   |
| A        | Lucas Ocampos    | Ajax                | risoluzione prestito       |

| Cessioni | Cessioni           | Cessioni            | Cessioni                 |
| R.       | Nome               | a                   | Modalità                 |
| -------- | ------------------ | ------------------- | ------------------------ |
| A        | Adnan Januzaj      | İstanbul Başakşehir | prestito                 |
| D        | José Ángel Carmona | Elche               | prestito                 |
| D        | Federico Gattoni   | San Lorenzo         | prestito                 |
| C        | Thomas Delaney     | Hoffenheim          | prestito                 |
| A        | Myziane Maolida    | Stade Reims         | prestito                 |
| A        | Isco               |                     | risoluzione contrattuale |
| A        | Kasper Dolberg     | Nizza               | fine prestito            |

## Risultati

### Primera División

#### Girone di andata
| Arbitro: | Del Cerro Grande |

|                          |           |         |
| Ávila 9’ Oroz 74’ (rig.) | Marcatori | 11’ Mir |

| Arbitro: | Pulido Santana |

|           |           |           |
| Rekik 86’ | Marcatori | 80’ Anuar |

| Arbitro: | Gil Manzano |

|                        |           |            |
| Ramazani 42’ Sadiq 55’ | Marcatori | 30’ Torres |

| Arbitro: | Mateu Lahoz |

|  |           |                                         |
|  | Marcatori | 21’ Raphinha 36’ Lewandowski 50’ García |

| Arbitro: | Cuadra Fernández |

|                                     |           |                            |
| Joselu 45+4’ (rig.) Braithwaite 62’ | Marcatori | 1’ Lamela 26’, 45’ Carmona |

| Arbitro: | Hernández Hernández |

|           |           |           |
| Baena 51’ | Marcatori | 8’ Torres |

| Arbitro: | De Burgos Bengoetxea |

|  |           |                            |
|  | Marcatori | 29’ M. Llorente 57’ Morata |

| Arbitro: | Gil Manzano |

|           |           |           |
| Torres 4’ | Marcatori | 73’ Vesga |

| Arbitro: | Iglesias Villanueva |

|  |           |            |
|  | Marcatori | 53’ Gudelj |

| Arbitro: | Soto Grado |

|            |           |           |
| Lamela 86’ | Marcatori | 6’ Cavani |

| Arbitro: | Hernández Hernández |

|                                    |           |            |
| Modrić 5’ Vázquez 79’ Valverde 81’ | Marcatori | 54’ Lamela |

| Arbitro: | Mateu Lahoz |

|  |           |            |
|  | Marcatori | 61’ García |

| Arbitro: | Sánchez Martínez |

|                     |           |            |
| J. Navas 43’ (aut.) | Marcatori | 81’ Gudelj |

| Arbitro: | Del Cerro Grande |

|         |           |                        |
| Mir 44’ | Marcatori | 20’ Sørloth 36’ Méndez |

| Arbitro: | De Burgos Bengoetxea |

|           |           |           |
| Veiga 33’ | Marcatori | 54’ Salas |

| Arbitro: | Martínez Munuera |

|                   |           |             |
| Acuña 36’ Mir 80’ | Marcatori | 87’ Mayoral |

| Arbitro: | Pizarro Gómez |

|                        |           |             |
| Stuani 46’ Herrera 88’ | Marcatori | 13’ Nianzou |

| Arbitro: | Hernández Hernández |

|                    |           |  |
| Rakitić 89’ (rig.) | Marcatori |  |

| Arbitro: | Soto Grado |

|                              |           |  |
| En-Nesyri 29’, 49’ Acuña 43’ | Marcatori |  |

#### Girone di ritorno
| Arbitro: | Sánchez Martínez |

|                                      |           |  |
| Jordi Alba 58’ Gavi 70’ Raphinha 79’ | Marcatori |  |

| Arbitro: | Iglesias Villanueva |

|                   |           |  |
| Gueye 28’ Gil 40’ | Marcatori |  |

| Arbitro: | Gil Manzano |

|             |           |          |
| Lejeune 65’ | Marcatori | 28’ Suso |

| Arbitro: | Pulido Santana |

|                          |           |                                               |
| Gudelj 63’ En-Nesyri 78’ | Marcatori | 18’ García 67’ (aut.) Fernando 85’ Ezzalzouli |

| Arbitro: | Cuadra Fernández |

|                                                             |           |               |
| Depay 23’, 26’ Griezmann 53’ Carrasco 69’ Morata 76’, 90+2’ | Marcatori | 39’ En-Nesyri |

| Arbitro: | De Burgos Bengoetxea |

|                                 |           |           |
| Ocampos 45+2’ (rig.) Lamela 73’ | Marcatori | 2’ Akieme |

| Arbitro: | Mateu Lahoz |

|                      |           |  |
| Munir 50’ Ünal 90+5’ | Marcatori |  |

| Arbitro: | Soto Grado |

|  |           |                           |
|  | Marcatori | 51’ Ocampos 74’ En-Nesyri |

| Arbitro: | Pizarro Gómez |

|                         |           |                               |
| En-Nesyri 43’ Acuña 81’ | Marcatori | 89’ Rodríguez 90+3’ Paciência |

| Arbitro: | Del Cerro Grande |

|  |           |                   |
|  | Marcatori | 55’ Badé 75’ Suso |

| Arbitro: | De Burgos Bengoetxea |

|                         |           |            |
| Mir 34’ En-Nesyri 90+4’ | Marcatori | 55’ Torres |

| Arbitro: | Hernández Hernández |

|  |           |                      |
|  | Marcatori | 90+2’ (rig.) Ocampos |

| Arbitro: | Muñiz Ruiz |

|  |           |                            |
|  | Marcatori | 23’ Juanpe 55’ Castellanos |

| Arbitro: | Alberola Rojas |

|                                      |           |                            |
| Gil 22’ Ocampos 69’ (rig.) Gueye 88’ | Marcatori | 29’ (aut.) Rekik 43’ Puado |

| Arbitro: | Ortiz Arias |

|  |           |                                |
|  | Marcatori | 50’ Mir 78’ Gómez 90+3’ Corona |

| Siviglia 21 maggio 2023, ore 21:00 CEST 35ª giornata | Siviglia    | 0 – 0 referto | Real Betis | Stadio Ramón Sánchez-Pizjuán (41 392 spett.)\| Arbitro: \| Gil Manzano \| |
| Arbitro:                                             | Gil Manzano |               |            |                                                                           |

| Arbitro: | de Mera Escuderos |

|             |           |            |
| Morente 25’ | Marcatori | 10’ Lamela |

| Arbitro: | Soto Grado |

|        |           |                  |
| Mir 3’ | Marcatori | 29’, 69’ Rodrygo |

| Arbitro: | Del Cerro Grande |

|                    |           |            |
| Méndez 28’ Cho 73’ | Marcatori | 77’ Lamela |

### Copa del Rey
| Arbitro: | Ruiz |

|  |           |                     |
|  | Marcatori | 30’ Nianzou 90’ Mir |

| Arbitro: | De Mera Escuderos |

|  |           |                                               |
|  | Marcatori | 31’ Álvarez 57’ (aut.) Fernández 90+2’ Jordán |

| Arbitro: | Mateu Lahoz |

|  |           |                                                         |
|  | Marcatori | 37’, 40’, 74’ En-Nesyri 57’ (aut.) Squadrone 69’ Lamela |

| Arbitro: | Soto Grado |

|  |           |             |
|  | Marcatori | 48’ Rakitić |

| Arbitro: | De Burgos Bengoetxea |

|                          |           |                 |
| Ávila 71’ Ezzalzouli 99’ | Marcatori | 90+4’ En-Nesyri |

### UEFA Champions League

#### Fase a gironi
| Arbitro: | Massa |

|  |           |                                       |
|  | Marcatori | 20’, 67’ Haaland 58’ Foden 90+2’ Dias |

| Copenaghen 14 settembre 2022, ore 21:00 CEST 2ª giornata | Copenaghen | 0 – 0 referto | Siviglia | Stadio Parken (34 910 spett.)\| Arbitro: \| Peljto \| |
| Arbitro:                                                 | Peljto     |               |          |                                                       |

| Arbitro: | Mariani |

|               |           |                                                    |
| En-Nesyri 51’ | Marcatori | 6’ Guerreiro 41’ Bellingham 43’ Adeyemi 75’ Brandt |

| Arbitro: | Jovanović |

|                |           |             |
| Bellingham 35’ | Marcatori | 18’ Nianzou |

| Arbitro: | Bastien |

|                                      |           |  |
| En-Nesyri 61’ Isco 88’ Montiel 90+2’ | Marcatori |  |

| Arbitro: | Grinfeld |

|                                  |           |         |
| Lewis 52’ Álvarez 73’ Mahrez 83’ | Marcatori | 31’ Mir |

### UEFA Europa League

#### Fase a eliminazione diretta
| Arbitro: | Petrescu |

|                                        |           |  |
| En-Nesyri 45+2’ Ocampos 50’ Gudelj 55’ | Marcatori |  |

| Arbitro: | Orsato |

|                         |           |  |
| de Jong 77’ Silva 90+5’ | Marcatori |  |

| Arbitro: | Letexier |

|                       |           |  |
| Jordán 56’ Lamela 85’ | Marcatori |  |

| Arbitro: | Oliver |

|                     |           |  |
| Valencia 41’ (rig.) | Marcatori |  |

| Arbitro: | Zwayer |

|                   |           |                                         |
| Sabitzer 14’, 21’ | Marcatori | 84’ (aut.) Malacia 90+2’ (aut.) Maguire |

| Arbitro: | Soares Dias |

|                            |           |  |
| En-Nesyri 8’, 81’ Badé 47’ | Marcatori |  |

| Arbitro: | Siebert |

|             |           |               |
| Gatti 90+7’ | Marcatori | 26’ En-Nesyri |

| Arbitro: | Makkelie |

|                     |           |              |
| Suso 71’ Lamela 95’ | Marcatori | 65’ Vlahović |

#### Finale
| Arbitro: | Taylor |

|                                |                      |                          |
| Mancini 55’ (aut.)             | Marcatori            | 35’ Dybala               |
| Ocampos Lamela Rakitić Montiel | Tiri di rigore 4 – 1 | Cristante Mancini Ibañez |

## Statistiche

### Statistiche di squadra
Statistiche aggiornate al 5 giugno 2023.
| Competizione     | Punti | In casa | In casa | In casa | In casa | In casa | In casa | In trasferta | In trasferta | In trasferta | In trasferta | In trasferta | In trasferta | Totale | Totale | Totale | Totale | Totale | Totale | DR  |
| Competizione     | Punti | G       | V       | N       | P       | Gf      | Gs      | G            | V            | N            | P            | Gf           | Gs           | G      | V      | N      | P      | Gf     | Gs     | DR  |
| ---------------- | ----- | ------- | ------- | ------- | ------- | ------- | ------- | ------------ | ------------ | ------------ | ------------ | ------------ | ------------ | ------ | ------ | ------ | ------ | ------ | ------ | --- |
| Primera División | 49    | 19      | 7       | 5       | 7       | 24      | 25      | 19           | 6            | 5            | 8            | 23           | 29           | 38     | 13     | 10     | 15     | 47     | 54     | -7  |
| Coppa del Re     | -     | 0       | 0       | 0       | 0       | 0       | 0       | 5            | 4            | 0            | 1            | 12           | 2            | 5      | 4      | 0      | 1      | 12     | 2      | +10 |
| Champions League | 5     | 3       | 1       | 0       | 2       | 4       | 8       | 3            | 0            | 2            | 1            | 2            | 4            | 6      | 1      | 2      | 3      | 6      | 12     | -6  |
| Europa League    | -     | 4       | 4       | 0       | 0       | 10      | 1       | 4            | 0            | 2            | 2            | 3            | 6            | 9      | 4      | 3      | 2      | 14     | 8      | +6  |
| Totale           | -     | 26      | 12      | 5       | 9       | 38      | 34      | 31           | 10           | 9            | 12           | 40           | 41           | 58     | 22     | 15     | 21     | 79     | 76     | +3  |

### Andamento in campionato
| Giornata  | 1  | 2  | 3  | 4  | 5  | 6  | 7  | 8  | 9  | 10 | 11 | 12 | 13 | 14 | 15 | 16 | 17 | 18 | 19 | 20 | 21 | 22 | 23 | 24 | 25 | 26 | 27 | 28 | 29 | 30 | 31 | 32 | 33 | 34 | 35 | 36 | 37 | 38 |
| --------- | -- | -- | -- | -- | -- | -- | -- | -- | -- | -- | -- | -- | -- | -- | -- | -- | -- | -- | -- | -- | -- | -- | -- | -- | -- | -- | -- | -- | -- | -- | -- | -- | -- | -- | -- | -- | -- | -- |
| Luogo     | T  | C  | T  | C  | T  | T  | C  | C  | T  | C  | T  | C  | T  | C  | T  | C  | T  | C  | C  | T  | C  | T  | C  | T  | C  | T  | T  | C  | T  | C  | T  | C  | C  | T  | C  | T  | C  | T  |
| Risultato | P  | N  | P  | P  | V  | N  | P  | N  | V  | N  | P  | P  | N  | P  | N  | V  | P  | V  | V  | P  | V  | N  | P  | P  | V  | P  | V  | N  | V  | V  | V  | P  | V  | V  | N  | N  | P  | P  |
| Posizione | 14 | 13 | 15 | 17 | 16 | 15 | 17 | 18 | 14 | 12 | 15 | 18 | 17 | 18 | 18 | 17 | 19 | 15 | 13 | 16 | 12 | 12 | 14 | 17 | 13 | 14 | 13 | 13 | 13 | 12 | 11 | 11 | 11 | 10 | 9  | 10 | 11 | 12 |

Legenda:

Luogo: C = Casa; T = Trasferta. Risultato: V = Vittoria; N = Pareggio; P = Sconfitta.

### Statistiche dei giocatori
Sono in corsivo i calciatori che hanno lasciato la società a stagione in corso 
| Giocatore    | Liga     | Liga | Liga        | Liga       | Coppa del Re | Coppa del Re | Coppa del Re | Coppa del Re | Champions League | Champions League | Champions League | Champions League | Europa League | Europa League | Europa League | Europa League | Totale   | Totale | Totale      | Totale     |
| Giocatore    | Presenze | Reti | Ammonizioni | Espulsioni | Presenze     | Reti         | Ammonizioni  | Espulsioni   | Presenze         | Reti             | Ammonizioni      | Espulsioni       | Presenze      | Reti          | Ammonizioni   | Espulsioni    | Presenze | Reti   | Ammonizioni | Espulsioni |
| ------------ | -------- | ---- | ----------- | ---------- | ------------ | ------------ | ------------ | ------------ | ---------------- | ---------------- | ---------------- | ---------------- | ------------- | ------------- | ------------- | ------------- | -------- | ------ | ----------- | ---------- |
| M. Acuña     | 30       | 3    | 9           | 3          | 3            | 0            | 1            | 0            | 4                | 0                | 0                | 0                | 8             | 0             | 2             | 1             | 45       | 3      | 12          | 4          |
| C. Álvarez   | 1        | 0    | 1           | 0          | 2            | 1            | 0            | 0            | 0                | 0                | 0                | 0                | 0             | 0             | 0             | 0             | 3        | 1      | 1           | 0          |
| L. Badé      | 19       | 1    | 4           | 0          | 2            | 0            | 1            | 0            | 0                | 0                | 0                | 0                | 6             | 1             | 2             | 0             | 27       | 2      | 7           | 0          |
| M. Bueno     | 2        | 0    | 0           | 0          | 0            | 0            | 0            | 0            | 0                | 0                | 0                | 0                | 0             | 0             | 0             | 0             | 2        | 0      | 0           | 0          |
| Y. Bounou    | 25       | -41  | 2           | 0          | 1            | -2           | 0            | 0            | 4                | -12              | 1                | 0                | 6             | -5            | 1             | 0             | 36       | -60    | 4           | 0          |
| J.A. Carmona | 10       | 2    | 4           | 1          | 0            | 0            | 0            | 0            | 5                | 0                | 2                | 0                | 0             | 0             | 0             | 0             | 15       | 2      | 6           | 1          |
| J. Corona    | 4        | 1    | 0           | 0          | 0            | 0            | 0            | 0            | 0                | 0                | 0                | 0                | 0             | 0             | 0             | 0             | 4        | 1      | 0           | 0          |
| T. Delaney   | 8        | 0    | 3           | 0          | 0            | 0            | 0            | 0            | 4                | 0                | 0                | 0                | 0             | 0             | 0             | 0             | 12       | 0      | 3           | 0          |
| J. Díaz      | 1        | -1   | 0           | 0          | 0            | 0            | 0            | 0            | 0                | 0                | 0                | 0                | 0             | 0             | 0             | 0             | 1        | -1     | 0           | 0          |
| K. Dolberg   | 4        | 0    | 0           | 0          | 0            | 0            | 0            | 0            | 4                | 0                | 0                | 0                | 0             | 0             | 0             | 0             | 8        | 0      | 0           | 0          |
| M. Dmitrović | 15       | -13  | 1           | 0          | 5            | 0            | 0            | 0            | 2                | 0                | 0                | 0                | 3             | -3            | 1             | 0             | 25       | -16    | 2           | 0          |
| Y. En-Nesyri | 31       | 8    | 4           | 0          | 4            | 4            | 0            | 0            | 4                | 2                | 0                | 0                | 9             | 4             | 0             | 0             | 48       | 18     | 4           | 0          |
| Fernando     | 22       | 0    | 3           | 1          | 4            | 0            | 0            | 0            | 1                | 0                | 0                | 0                | 9             | 0             | 0             | 0             | 36       | 0      | 3           | 1          |
| B. Gil       | 17       | 2    | 4           | 0          | 0            | 0            | 0            | 0            | 0                | 0                | 0                | 0                | 7             | 0             | 2             | 0             | 24       | 2      | 6           | 0          |
| A. Gómez     | 19       | 1    | 4           | 0          | 0            | 0            | 0            | 0            | 5                | 0                | 0                | 0                | 3             | 0             | 0             | 0             | 27       | 1      | 4           | 0          |
| N. Gudelj    | 34       | 3    | 8           | 0          | 5            | 0            | 1            | 0            | 6                | 0                | 2                | 0                | 8             | 1             | 2             | 0             | 53       | 4      | 13          | 0          |
| P. Gueye     | 16       | 1    | 2           | 3          | 0            | 0            | 0            | 0            | 0                | 0                | 0                | 0                | 0             | 0             | 0             | 0             | 16       | 1      | 2           | 3          |
| D. Hormigo   | 1        | 0    | 1           | 0          | 0            | 0            | 0            | 0            | 0                | 0                | 0                | 0                | 0             | 0             | 0             | 0             | 1        | 0      | 1           | 0          |
| Isco         | 12       | 0    | 5           | 0          | 1            | 0            | 0            | 0            | 6                | 1                | 0                | 0                | 0             | 0             | 0             | 0             | 19       | 1      | 5           | 0          |
| A. Januzaj   | 2        | 0    | 0           | 0          | 1            | 0            | 0            | 0            | 3                | 0                | 0                | 0                | 0             | 0             | 0             | 0             | 6        | 0      | 0           | 0          |
| J. Jordán    | 23       | 0    | 8           | 0          | 5            | 1            | 1            | 0            | 6                | 0                | 1                | 0                | 5             | 1             | 2             | 0             | 39       | 2      | 12          | 0          |
| E. Lamela    | 32       | 6    | 8           | 1          | 4            | 1            | 1            | 0            | 5                | 0                | 2                | 0                | 8             | 2             | 4             | 0             | 49       | 9      | 15          | 1          |
| Marcão       | 5        | 0    | 2           | 0          | 0            | 0            | 0            | 0            | 3                | 0                | 0                | 0                | 3             | 0             | 0             | 0             | 11       | 0      | 2           | 0          |
| R. Mir       | 26       | 6    | 1           | 0          | 4            | 1            | 0            | 0            | 3                | 1                | 1                | 0                | 3             | 0             | 2             | 0             | 36       | 8      | 4           | 0          |
| G. Montiel   | 28       | 0    | 8           | 1          | 4            | 0            | 0            | 0            | 4                | 1                | 2                | 0                | 7             | 0             | 3             | 0             | 43       | 1      | 13          | 1          |
| J. Navas     | 32       | 0    | 5           | 0          | 5            | 0            | 0            | 0            | 3                | 0                | 0                | 0                | 9             | 0             | 0             | 0             | 49       | 0      | 5           | 0          |
| T. Nianzou   | 19       | 1    | 1           | 1          | 5            | 1            | 1            | 0            | 2                | 1                | 0                | 0                | 4             | 1             | 0             | 0             | 30       | 4      | 2           | 1          |
| L. Ocampos   | 19       | 4    | 7           | 0          | 1            | 0            | 0            | 0            | 0                | 0                | 0                | 0                | 9             | 1             | 1             | 0             | 29       | 5      | 8           | 0          |
| P. Ortiz     | 1        | 0    | 0           | 0          | 0            | 0            | 0            | 0            | 0                | 0                | 0                | 0                | 0             | 0             | 0             | 0             | 1        | 0      | 0           | 0          |
| P. Pérez     | 0        | 0    | 0           | 0          | 0            | 0            | 0            | 0            | 0                | 0                | 0                | 0                | 0             | 0             | 0             | 0             | 0        | 0      | 0           | 0          |
| N. Quintana  | 0        | 0    | 0           | 0          | 2            | 0            | 0            | 0            | 0                | 0                | 0                | 0                | 0             | 0             | 0             | 0             | 2        | 0      | 0           | 0          |
| I. Rakitić   | 31       | 1    | 3           | 1          | 5            | 1            | 0            | 0            | 6                | 0                | 0                | 0                | 9             | 0             | 3             | 0             | 51       | 2      | 6           | 1          |
| K. Rekik     | 16       | 1    | 2           | 0          | 3            | 0            | 1            | 0            | 1                | 0                | 0                | 0                | 2             | 0             | 0             | 0             | 22       | 1      | 3           | 0          |
| I. Romero    | 1        | 0    | 1           | 0          | 0            | 0            | 0            | 0            | 0                | 0                | 0                | 0                | 0             | 0             | 0             | 0             | 1        | 0      | 1           | 0          |
| K. Salas     | 6        | 1    | 1           | 1          | 2            | 0            | 0            | 0            | 2                | 0                | 1                | 0                | 0             | 0             | 0             | 0             | 10       | 1      | 2           | 1          |
| Suso         | 25       | 2    | 1           | 0          | 4            | 0            | 0            | 0            | 6                | 0                | 0                | 0                | 8             | 1             | 1             | 0             | 43       | 3      | 2           | 0          |
| A. Telles    | 27       | 0    | 5           | 0          | 0            | 0            | 0            | 0            | 6                | 0                | 0                | 0                | 5             | 0             | 1             | 0             | 38       | 0      | 6           | 0          |
| Ó. Torres    | 32       | 3    | 2           | 0          | 4            | 0            | 0            | 0            | 0                | 0                | 0                | 0                | 8             | 0             | 0             | 0             | 44       | 3      | 2           | 0          |